# Novella (Francia)
Novella (in corso Nuvella) è un comune francese di 91 abitanti situato nel dipartimento dell'Alta Corsica nella regione della Corsica.

## Società

### Evoluzione demografica
Abitanti censiti

## Infrastrutture e trasporti
Il territorio comunale è attraversato dalla linea ferroviaria a scartamento metrico Ponte Leccia – Calvi della rete corsa.
Nei pressi della galleria che valica lo spartiacque fra il bacino del Golo e quello dell'Ostriconi sorge la fermata di Novella, al 2011 ridotta a facoltativa dei servizi locali CFC Ponte Leccia – Calvi e servita da una banchina. Il vicino fabbricato viaggiatori è proprietà di un privato ed è stato trasformato in un bed and breakfast.